# Sha'ari Tadin
Sha'ari Tadin fut un membre du Parlement de Singapour et secrétaire parlementaire du ministère de la Culture dans le gouvernement de Singapour.

## Biographie
Sha'ari Tadin nait à Kuala Pilah, dans l'état du Negeri Sembilan des anciens États malais fédérés, aujourd'hui Fédération de Malaisie : c'était un Malais d'origine minangkabau. Après avoir commencé sa scolarisation pendant l'occupation japonaise de la Malaisie, il partit la poursuivre à Singapour à l'Outram Secondary School (en), puis la Victoria School (en) et enfin au National Institute of Education (en), après quoi il commença sa carrière d'enseignant en 1957. En 1962, il partit poursuivre à l'université de Malaya de Kuala Lumpur un cursus menant au baccalauréat universitaire ès lettres en études malaises.
Pendant cette période, il fut président du Persatuan Kebangsaan Pelajar Islam Malaysia (PKPIM, une association d'étudiants musulmans malais) et dirigeant du Masjlis Belia Malaysia (un conseil de la jeunesse). En 1963, il fut aussi responsable adjoint d'un programme d'échange étudiant avec l'université Chulalongkorn en Thaïlande et membre d'une délégation à un congrès de la World Assembly of Youth (en) à l'université du Massachusetts à Amherst. À partir de 1965, il retourna à Singapour enseigner le malais et l'économie.
Au milieu des années 1960, le Singapour nouvellement indépendant était en butte à des problèmes tels que le chômage de masse, la pénurie de logements sociaux ainsi que le manque de terres et de ressources naturelles. La mise en œuvre par le gouvernement d'un programme de logement social à grande échelle entraîna un exode rural. Il était alors absolument nécessaire d'établir des relations plus étroites avec la population, et en particulier avec la communauté malaise. Et parce qu'il était l'un des premiers universitaires singapouriens d'origine malaise, Sha'ari Tadin fut approché par Lee Kuan Yew pour rejoindre le parti d'action populaire (PAP). Candidat dans la circonscription de Chai Chee (en), il fut élu de 1968 à 1976 au parlement de Singapour et fut secrétaire parlementaire du ministre de la culture de 1968 à 1972. En l'espace de quatre ans, Sha'ari fut promu au poste de secrétaire parlementaire principal à la culture en 1972. Il exerça aussi temporairement les fonctions de secrétaire parlementaire à l'éducation avant les élections générales de 1972.
Pendant son mandat au ministère de la culture, il a joué un rôle essentiel dans la promotion des arts et de la culture de Singapour et dans leur introduction à l'étranger. En 1969, il a fondé le Majlis Pusat (Pertubuhan-Pertubuhan Budaya Melayu) ou Conseil central des organisations culturelles malaises, dont il est devenu le président jusqu'en 1987. Il a aussi contribué à la création de la Compagnie nationale de danse (aujourd'hui le Singapore Dance Theatre), qui a fait ses débuts au Festival d'Adélaïde (en) en 1972. Il a dirigé des délégations culturelles en Indonésie, en Union soviétique, à Téhéran et en Corée du Sud. Il a été le chef du contingent de Singapour aux Jeux asiatiques de Téhéran en 1974. Il a également été l'invité spécial des gouvernements de l'Allemagne de l'Ouest, du Japon et de la France, respectivement en 1972, 1974 et 1975. 
Bedok (en), qui devint une zone de développement urbain en 1966, fut la cinquième ville nouvelle du Housing and Development Board. Elle fut une circonscription en 1976 sous la responsabilité de Sha'ari Tadin, qui forma le Comité consultatif des citoyens. La même année, il se présenta aux élections législatives dans la circonscription de Bedok et a obtint une majorité de près de 75 % des voix.